# Гаррі Гепворт
Гаррі Гепворт  (англ. Harry Hepworth, 2003, Гаррогейт)— британський гімнаст. Бронзовий призер Олімпійських ігор 2024 Призер чемпіонату Європи.

## Біографія
Народився в Гаррогейті. 

## Спортивна кар'єра
Шкільний тренер Крейг Річардсон в початковій школі продемонстрував деякі гімнастичні елементи, чим зацікавив Гаррі, однак через захворювання тазостегнового суглоба протягом трьох років не мав змогу відвідувати секцію. Тренуватися почав у вісім років.
2023
На дебютному чемпіонаті світу в Антверпені, Бельгія, відібрався до трьох фіналів, де продемонстрував шосте місце у вільних вправах, сьоме у стрибках та восьме на кільцях.

## Результати на турнірах
| Рік  | Змагання         | КБ | ІБ | Вільні вправи | Кінь | Кільця | Опорний стрибок | Паралельні бруси | Перекладина |
| ---- | ---------------- | -- | -- | ------------- | ---- | ------ | --------------- | ---------------- | ----------- |
| 2023 | Чемпіонат Європи |    |    | 4             |      |        | 7               |                  |             |
| 2023 | Чемпіонат світу  | 4  |    | 6             |      | 8      | 7               |                  |             |
| 2024 | Чемпіонат Європи | 2  |    |               |      |        |                 |                  |             |
| 2024 | Олімпійські ігри | 4  |    |               |      | 7      | 3               |                  |             |